# La Haba
La Haba är en ort i Spanien.   Den ligger i provinsen Provincia de Badajoz och regionen Extremadura, i den centrala delen av landet, 250 km sydväst om huvudstaden Madrid. La Haba ligger 313 meter över havet och antalet invånare är 1 450.
Terrängen runt La Haba är huvudsakligen platt, men åt sydväst är den kuperad. Terrängen runt La Haba sluttar norrut. Runt La Haba är det glesbefolkat, med 10 invånare per kvadratkilometer. Närmaste större samhälle är Villanueva de la Serena, 6,4 km norr om La Haba. Trakten runt La Haba består till största delen av jordbruksmark.